# Dimítrios Voúlgaris
Pour les articles homonymes, voir Voúlgaris.
Dimítrios Voúlgaris (en grec moderne : Δημήτριος Βούλγαρης) est un homme d'État grec originaire d'Hydra né le 20 décembre 1802 et mort le 10 janvier 1878.

## Biographie
Il appartenait à une famille historique d'armateurs d'Hydra, et est le gendre de l'armateur Lázaros Koundouriótis.
Lors de la guerre d'indépendance grecque, il participe à des opérations navales contre les forces de l'Empire ottoman. Après l'indépendance, Voúlgaris devient un adversaire acharné du gouverneur Ioánnis Kapodístrias.
En juillet 1845, il est nommé au Sénat nouvellement créé, puis devient ministre de la Marine en 1847. Il est nommé pour la première fois Premier ministre en 1855 lors de la guerre de Crimée.
Voúlgaris est impliqué dans le coup d'État contre Othon Ier en octobre 1862 qui conduit à la déposition du roi. Il est au total huit fois Premier ministre, mais ses mandats sont entachés par la corruption. En 1875, Charílaos Trikoúpis publie un célèbre article « Qui est à blâmer ? » ("Τις πταίει;") dans le quotidien d'Athènes Καιροί dénonçant le gaspillage et la corruption du gouvernement. Devant l'indignation publique, le roi Georges Ier de Grèce évince Voúlgaris et plusieurs de ses collaborateurs sont inculpés. Voúlgaris tomba malade et mourut à Athènes le 10 janvier 1878.